# Mîrne, Orihiv
Mîrne (în ucraineană Мирне) este o comună în raionul Orihiv, regiunea Zaporijjea, Ucraina, formată numai din satul de reședință.

## Demografie
Componența lingvistică a comunei Mîrne
     Ucraineană (87,61%)
     Rusă (11,7%)
     Alte limbi (0,11%)
Conform recensământului din 2001, majoritatea populației comunei Mîrne era vorbitoare de ucraineană (87,61%), existând în minoritate și vorbitori de rusă (11,7%).